# Chinese Volleyball League 1998-1999 (maschile)
La Chinese Volleyball League 1998-1999 si è svolta dal 1998 al 1999: al torneo hanno partecipato 8 squadre di club cinesi e la vittoria finale è andata per la terza volta consecutiva al Sichuan.

## Squadre partecipanti
| - Bayi - Chengdu - Henan - Jiangsu | - Liaoning - Shanghai - Sichuan - Zhejiang |

## Premi individuali[1]
| Premio                | Giocatrice  | Squadra  |
| --------------------- | ----------- | -------- |
| MVP                   | Zheng Liang | Zhejiang |
| Miglior attaccante    | Zheng Liang | Zhejiang |
| Miglior muro          | Yu De       | Chengdu  |
| Miglior servizio      | Li Tieming  | Liaoning |
| Miglior ricevitore    | Xie Guochen | Henan    |
| Miglior palleggiatore | Zhou Jianan | Sichuan  |
| Miglior allenatore    | Yang Likang | Sichuan  |

## Classifica finale[1]
| Pos | Squadra  | Verdetto                |
| --- | -------- | ----------------------- |
| 1   | Sichuan  | Alla Coppa AVC per club |
| 2   | Zhejiang |                         |
| 3   | Chengdu  | Alla Coppa AVC per club |
| 4   | Shanghai |                         |
| 5   | Henan    |                         |
| 6   | Bayi     |                         |
| 7   | Jiangsu  |                         |
| 8   | Liaoning |                         |